# Первенство СССР по футболу среди сборных команд городов 1932
С 30 августа по 7 сентября 1932 года в СССР был проведен футбольный турнир среди сборных команд городов СССР. В спортивных газетах соревнование называлось Первенством СССР по футболу
Соревнование проходило в Москве, Ленинграде, Минске и Харькове. Победителем в третий раз стала сборная команда Москвы.

## Участники
К турниру были допущены по две лучшие команды России, Украины, Закавказья, а также победители первенств Белоруссии и Узбекистана.
- Ленинград (победитель первенства РСФСР 1932);
- Москва (финалист первенства РСФСР 1932);
- Харьков (чемпион Украины 1932);
- Донбасс (сборная городов Сталино и Горловки; вице-чемпион Украины 1932);
- Тифлис (чемпион Закавказья 1932);
- Баку (вице-чемпион Закавказья 1932);
- Минск (чемпион Белоруссии 1932);
- Ташкент (чемпион Узбекистана 1932);

## Выдержки из регламента
- Соревнование проводилоась по олимпийской системе;
- В случае ничьей в основное время, назначается дополнительное время и, при необходимости, переигровка (в ходе соревнований не применялось);
- Матчи 1/4 финала игрались на полях одной из команд, как правило, на поле предполагаемого фаворита матча;
- Полуфиналы и финал проводились в Москве;

## Ход соревнований
|  | Четвертьфиналы | Четвертьфиналы |           |   | Полуфиналы | Полуфиналы |  |  | Финал | Финал |
|  |                |                |           |   |            |            |  |  |       |       |
|  |                |                |           |   |            |            |  |  |       |       |
|  |                |                |           |   |            |            |  |  |       |       |
|  | Москва         | 6              |           |   |            |            |  |  |       |       |
|  | Москва         | 6              |           |   |            |            |  |  |       |       |
|  | Тифлис         | 1              |           |   |            |            |  |  |       |       |
|  | Тифлис         | 1              | Москва    | 9 |            |            |  |  |       |       |
|  |                |                | Москва    | 9 |            |            |  |  |       |       |
|  |                | Донбасс        | 1         |   |            |            |  |  |       |       |
|  | Донбасс        | Донбасс        | 1         | 4 |            |            |  |  |       |       |
|  | Донбасс        |                |           | 4 |            |            |  |  |       |       |
|  | Минск          | 0              |           |   |            |            |  |  |       |       |
|  | Минск          | 0              | Москва    | 5 |            |            |  |  |       |       |
|  |                |                | Москва    | 5 |            |            |  |  |       |       |
|  |                | Ленинград      | 1         |   |            |            |  |  |       |       |
|  | Ленинград      | Ленинград      | 1         | 4 |            |            |  |  |       |       |
|  | Ленинград      |                |           | 4 |            |            |  |  |       |       |
|  | Баку           | 2              |           |   |            |            |  |  |       |       |
|  | Баку           | 2              | Ленинград | 4 |            |            |  |  |       |       |
|  |                |                | Ленинград | 4 |            |            |  |  |       |       |
|  |                | Харьков        | 3         |   |            |            |  |  |       |       |
|  | Харьков        | Харьков        | 3         | + |            |            |  |  |       |       |
|  | Харьков        |                |           | + |            |            |  |  |       |       |
|  | Ташкент        | -              |           |   |            |            |  |  |       |       |
|  | Ташкент        | -              |           |   |            |            |  |  |       |       |
|  |                |                |           |   |            |            |  |  |       |       |
|  |                |                |           |   |            |            |  |  |       |       |

## Матчи

### 1/4 финала
| Москва                                                               | 6:1     | Тифлис        |
| -------------------------------------------------------------------- | ------- | ------------- |
| - Степанов 6′ 68′ - Селин 11′ - Смирнов 42′ - Ильин 46′ - Павлов 49′ | (отчёт) | - 4′ Абашидзе |

| Москва: Гранаткин - Ал.Старостин, Саванов - Леута, Селин, Никишин - Н.Старостин , Смирнов, Степанов, Павлов, Ильин ~90' · Тифлис: Солонин - Пачулия, Шавгулидзе - Ш.Рамишвили ~90', Минаев , Совицкий - Сомов, Вачнадзе, Абашидзе, Асламазов, Костюков |

| Донбасс                                                  | 4:0     | Минск |
| -------------------------------------------------------- | ------- | ----- |
| - Наумов 17′ - Шиловский 33′ - Манов 61′ - Терентьев 73′ | (отчёт) |       |

| Донбасс: Феруза - Тяжлов, Навольнев - Крынин, Константиновский, Козлов - Сычёв, Шиловский, Наумов, Манов, Терентьев Минск: Ващенко - Вихарев, Баскаков - Ф.Холин, Рунов, Осипов - Зальцсберг, Хомяков, В.Иванов, Осипенко, Яковлев |

| Ленинград                                                      | 4:2     | Баку                          |
| -------------------------------------------------------------- | ------- | ----------------------------- |
| - Попов 18′ (пен.) - Бутусов 58′ - Дементьев 74′ - Елисеев 87′ | (отчёт) | - 48′ Амирджанов - 49′ Малкин |

| Ленинград: Шлейфер - Юденич, Гинько - Попов, Батырев , Петров - Светлов, Дементьев, Бутусов, Елисеев, Кусков Баку: Иконников - Рейх, Кузнецов - Шибаев, Калинин, Смагин - Гнездов, Туркия, Малкин, Сорокин, Амирджанов |

| Харьков | +:-     | Ташкент |
| ------- | ------- | ------- |
|         | (отчёт) |         |

### 1/2 финала
| Москва                                                                                 | 9:1     | Донбасс                |
| -------------------------------------------------------------------------------------- | ------- | ---------------------- |
| - Павлов 2′ 67′ - Степанов 17′ 28′ 58′ - Н.Старостин 35′ - Смирнов 82′ - Ильин 70′ 74′ | (отчёт) | - 57′ (пен.) Шиловский |

| Москва: Гранаткин - Ал.Старостин, Пчеликов - Леута, Селин, Никишин - Н.Старостин , Смирнов, Степанов, Павлов, Ильин Донбасс: Феруза - Тяжлов, Навольнев - Крынин, Константиновский, Закутский - Сычёв, Шиловский, Наумов, Манов, Терентьев |

| Ленинград                                              | 4:3     | Харьков                                          |
| ------------------------------------------------------ | ------- | ------------------------------------------------ |
| - Дементьев 31′ (пен.) - Елисеев 40′ - Бутусов 53′ 85′ | (отчёт) | - 7′ Копейко - 62′ Паровышников - 89′ Шпаковский |

| Ленинград: Шлейфер - Юденич, Топталов - Попов, Лемешев, Петров - Светлов, Дементьев, Бутусов , Елисеев, Кусков Харьков: Циркуненко - Пономаренко, К.Фомин - Н.Фомин, Капустин, Привалов - Владимирский, Шпаковский , Зуб, Копейко, Паровышников |

### Финал
| Москва                                                       | 5:1     | Ленинград                               |
| ------------------------------------------------------------ | ------- | --------------------------------------- |
| - Н.Старостин 14′ - Павлов 39′ - Смирнов 47′ 89′ - Ильин 69′ | (отчёт) | - Попов 56'(пен.) - 81′ (пен.) Топталов |

| Москва: Гранаткин - Ал.Старостин, Пчеликов(46'Саванов) - Столяров, Селин(35'Самороднов), Никишин - Н.Старостин , Смирнов, Степанов 77', Павлов, Ильин · Ленинград: Шлейфер - Юденич, Топталов - Попов, Батырев (46'Лемешев), Петров - Светлов, Дементьев, Бутусов(59'Б.Шелагин), Елисеев, Кусков(46'Аксёнов) |

## Список 33 лучших[5]
Вратари:
- 1. Александр Бабкин (ХПЗ); 2. Валентин Гранаткин («Красный луч» Москва); 3. Антон Идзковский («Динамо» Киев);

Защитники:
- 1. Александр Старостин («Дукат»); 2. Павел Пчеликов («Красный Пролетарий» Москва); 3. Виктор Саванов (ЦДКА Москва);
- 1. Константин Фомин («Динамо» Xарьков); 2. Виктор Тетерин («Динамо» Москва); 3. Лев Корчебоков («Динамо» Москва);

Полузащитники:
- 1. Станислав Леута («Дукат»); 2. Алексей Столяров («Динамо» Москва); 3. Николай Фомин («Динамо» Xарьков);
- 1. Андрей Старостин («Дукат»); 2. Фёдор Селин («Динамо» Москва); 3. Владимир Фомин («Динамо» Xарьков);
- 1. Иван Привалов («Динамо» Xарьков); 2. Казимир Пионтковский («Динамо» Киев); 3. Евгений Никишин (ЦДКА Москва);

Нападающие:
- 1. Николай Старостин («Дукат»); 2. Пётр Григорьев («Красная заря» Ленинград); 3. Александр Штрауб («Канатчики» Одесса);
- 1. Евгений Елисеев («Балтзавод» Ленинград); 2. Василий Смирнов («Динамо» Москва); 3. Пётр Дементьев («Динамо» Ленинград);
- 1. Михаил Бутусов («Динамо» Ленинград); 2. Владимир Степанов («Геофизика» Москва); 3. Сергей Иванов («Динамо» Москва);
- 1. Василий Павлов («Динамо» Москва); 2. Борис Шелагин («Динамо» Ленинград); 3. Александр Шпаковский («Динамо» Xарьков);
- 1. Сергей Ильин («Динамо» Москва); 2. Владимир Кусков («Спартак» Ленинград); 3. Валентин Прокофьев («Динамо» Киев)[6]